# Матини-Казете (Месина)
Матини-Казете је насеље у Италији у округу Месина, региону Сицилија.
Према процени из 2011. у насељу је живело 277 становника. Насеље се налази на надморској висини од 530 м.